# برگ‌ماهی مکونگ
برگ‌ماهی مکونگ (نام علمی: Nandus oxyrhynchus) نام یک گونه از تیره برگ‌ماهیان آسیایی است.